# Erzbistum Cap-Haïtien
Das Erzbistum Cap-Haïtien (lateinisch Archidioecesis Capitis Haitiani) ist eine in Haiti gelegene römisch-katholische Erzdiözese mit Sitz in Cap-Haïtien.

## Geschichte
Das Erzbistum Cap-Haïtien wurde am 3. Oktober 1861 durch Papst Pius IX. aus Gebietsabtretungen des Erzbistums Santo Domingo als Bistum errichtet. 1972 gab das Bistum Cap-Haïtien Teile seines Territoriums zur Gründung des Bistums Hinche ab. Am 7. April 1988 erfolgte durch Papst Johannes Paul II. die Erhebung zu einem Erzbistum. 1991 wurden Gebiete abgetreten zur Gründung des Bistums Fort-Liberté.
Zugeordnet sind die Suffraganbistümer Fort-Liberté, Hinche, Les Gonaïves und Port-de-Paix.

## Bischöfe von Cap-Haïtien
- Constant-Mathurin Hillion (1872–1886), dann Erzbischof von Port-au-Prince
- François-Marie Kersuzan (1886–1929)
- Jean-Marie Jan (1929–1953)
- Albert-François Cousineau CSC (1953–1974)
- François Gayot SMM (1974–1988)

## Erzbischöfe von Cap-Haïtien
- François Gayot SMM (1988–2003)
- Hubert Constant OMI (2003–2008)
- Louis Kébreau SDB (2008–2014)
- Max Leroy Mésidor (2014–2017), dann Erzbischof von Port-au-Prince
- Launay Saturné (seit 2018)